# 里塚
里塚（さとづか）は、北海道札幌市清田区にある地名。ここでは里塚に隣接している里塚緑ヶ丘（さとづかみどりがおか）についても記述する。河川は、三里川があるのみである。

## 歴史
札幌の中心からの距離が3里であることを示す塚が築かれていた地域であるため、古くは三里塚（さんりづか）と呼ばれていた。
その後、「三」の字をとって「里塚」と改名されたが、「三里塚小学校」「三里塚公園」のように一部の施設に旧称が残る。なお「三里塚神社」の所在地は美しが丘に区分される。
塚の現物は一度失われたが、2005年の三里塚小学校開校100周年に先立って、2004年に復元された。ただしその所在地は平岡に区分される。

### 沿革
- 1875年（明治8年） – このころ開拓が始まる。大木が繁っていたため、当時の主要産業は木炭製造だった[3]。
- 1901年（明治34年） – このころに畑作が定着する[3]。
- 1905年（明治38年） – 三里塚教育所（後の三里塚小学校）が設置される。
- 1921年（大正10年） – このころからリンゴ栽培が盛んになる[3]。
- 1933年（昭和8年） – 三里塚教育所が三里塚尋常小学校に改称される[3]。
- 1944年（昭和19年） – 「里塚」と命名される[3]。
- 1945年（昭和20年） – このころ、地名の由来である三里塚が消失する[4]。
- 1965年（昭和40年） – 里塚霊園造成開始[3]。
- 1982年（昭和57年） – このころ「里塚・真栄地区土地利用転換計画」が制定され、宅地開発が進む[3]。
- 1992 – 1993年（平成4 – 5年） – 宅地開発された里塚の番地区域が「美しが丘」に区分される[3]。
- 1997年（平成9年）11月4日 – 清田区が成立。里塚の番地区域が「里塚緑ヶ丘」と「平岡公園東」に区分される[3]。
- 2004年（平成16年） – 三里塚小学校の開校100年を記念して、平岡南公園内に三里塚が復元される[4]。
- 2018年（平成30年）9月6日 - 北海道胆振東部地震により、1970年代後半に宅地造成された地区（約2ha）が液状化現象で陥没した[5]。

## 住所
| 町丁                    | 郵便番号 |
| ----------------------- | -------- |
| 里塚1条1丁目～4丁目     | 004-0801 |
| 里塚2条1丁目～7丁目     | 004-0802 |
| 里塚3条1丁目～7丁目     | 004-0803 |
| 里塚4条1丁目、3丁目     | 004-0804 |
| 里塚○番地               | 004-0809 |
| 里塚緑ヶ丘1丁目～11丁目 | 004-0805 |

## 主要道路
- 国道36号
- 厚別東通
- 青葉平岡通
- 大曲通

## 主な施設
1. 札幌南徳洲会病院（里塚1-2）
2. 里塚わんぱく緑地（里塚1-4）
3. 札幌市立三里塚小学校（里塚2-6）
4. 桂台なかよし公園（里塚4-3）
5. 札幌緑ヶ丘郵便局（里塚緑ヶ丘2）
6. 里塚霊園（里塚）

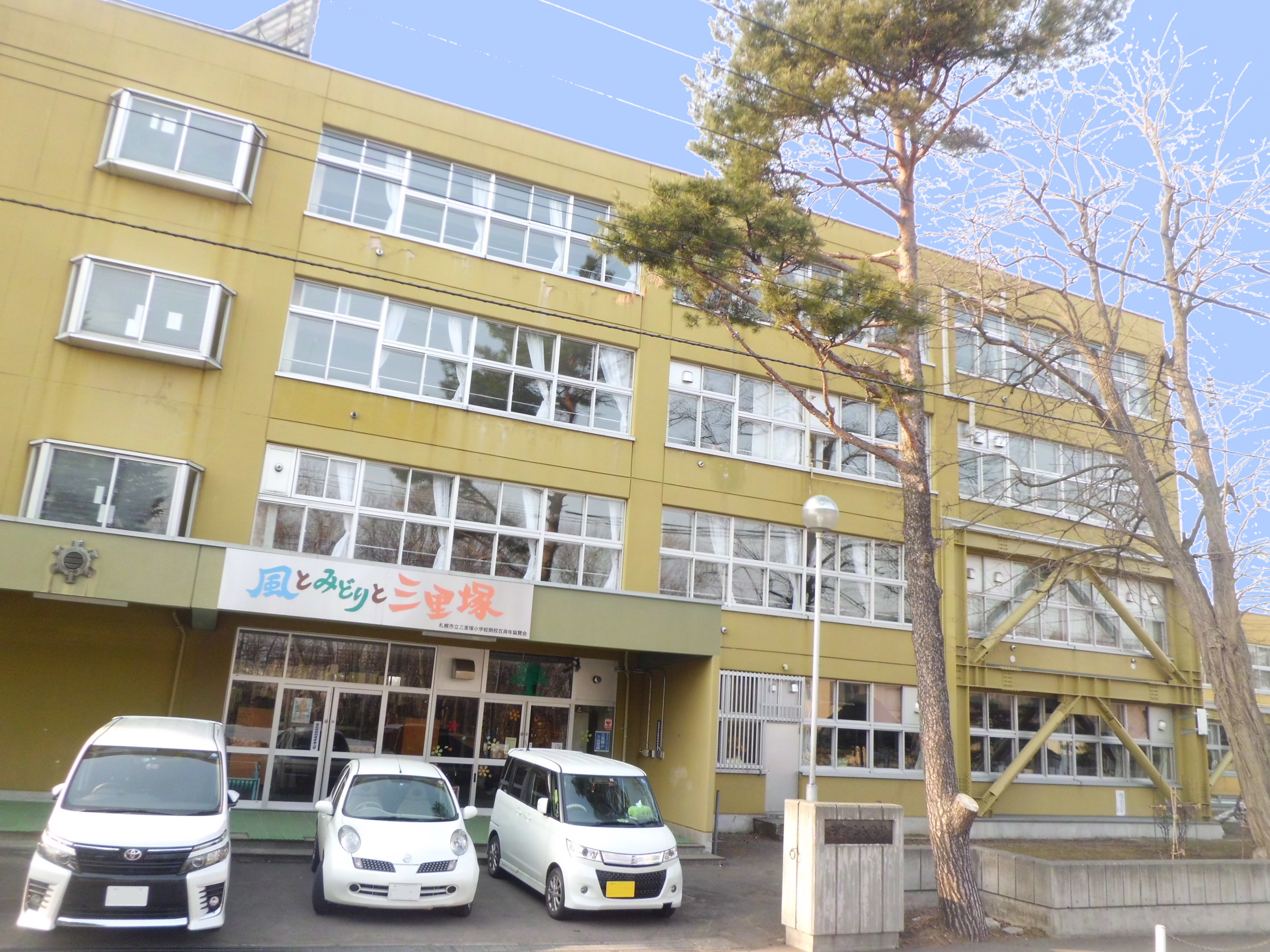
三里塚小学校
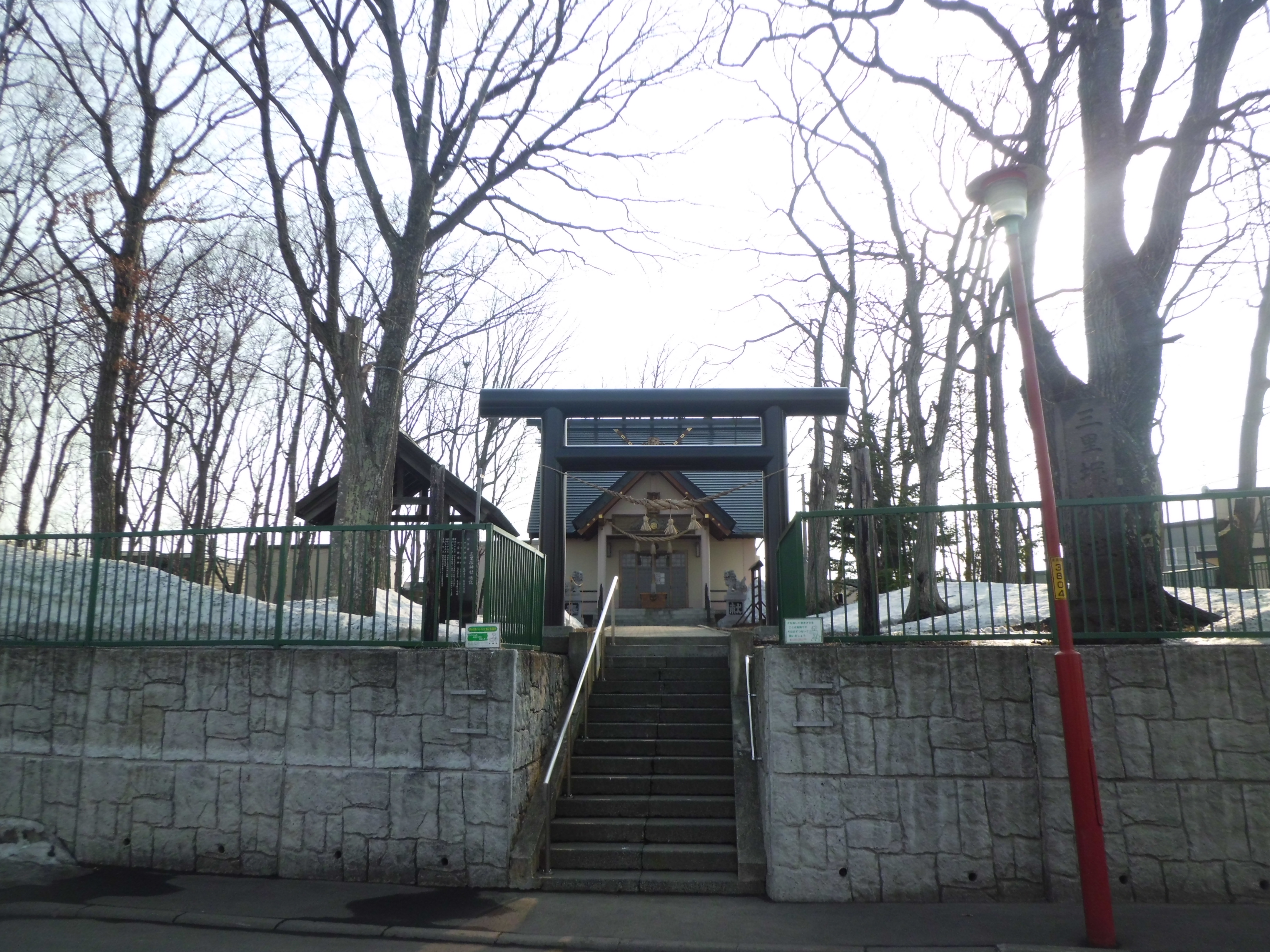
三里塚神社（美しが丘）
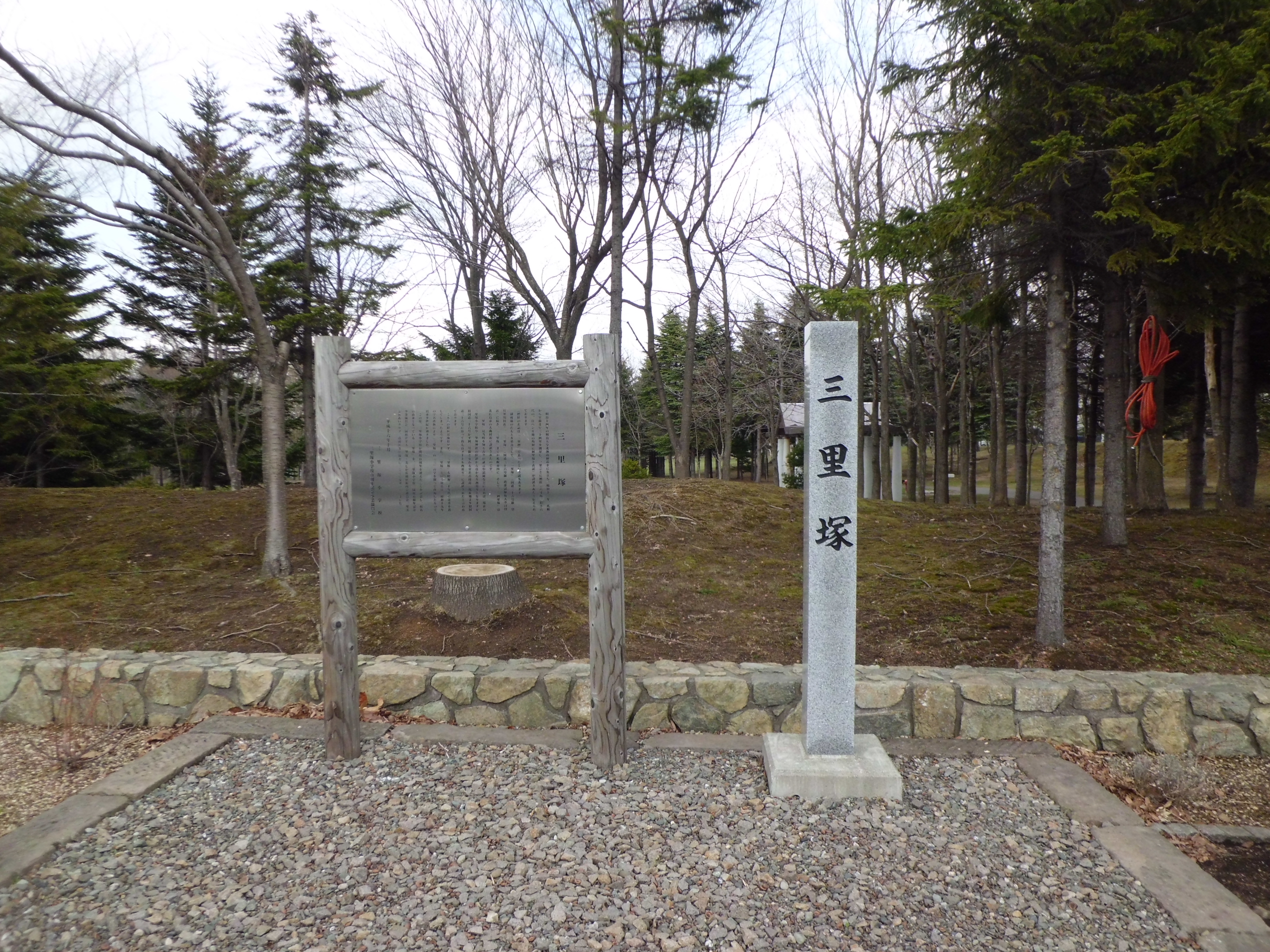
三里塚（平岡）

## 交通機関
詳細は事業者・営業所・路線記事を参照。
- 北海道中央バス（大曲営業所、白石営業所、千歳線、新千歳空港連絡バス）
- ジェイ・アール北海道バス（空知線）
- 北都交通（新千歳空港連絡バス）